# L'Épervier des Caraïbes
Pour plus de détails, voir Fiche technique et Distribution.
L'Épervier des Caraïbes (Lo sparviero dei Caraibi) est un film de pirates italien réalisé par Piero Regnoli et sorti en 1962.

## Synopsis
1550 : Un navire envoyé dans une colonie pénitentiaire espagnole dans les Caraïbes coule avec tous ses prisonniers espagnols. Juan Olivares et quelques prisonniers parviennent à atteindre le rivage sur une île voisine.

## Fiche technique
- Titre français : L'Épervier des Caraïbes[1]
- Titre italien : Lo sparviero dei Caraibi[2]
- Réalisateur : Piero Regnoli
- Scénario : Piero Regnoli
- Photographie : Aldo Greci
- Montage : Mariano Arditi
- Musique : Aldo Piga
- Décors : Alessandro Schirò
- Production : Tiziano Longo, Piero Regnoli
- Société de production : Nord Film Italiana, Remarch Film
- Pays de production :  Italie
- Langue originale : italien
- Format : Couleurs par Eastmancolor - 2,35:1 - Son mono - 35 mm
- Durée : 115 minutes
- Genre : film de pirates
- Dates de sortie :
  - Italie : 5 avril 1962
  - France : 5 septembre 1963

## Distribution
- Johnny Desmond (en) : Juan Rodrigo Olivares
- Yvonne Monlaur : Arica Mageiras
- Armando Francioli : Esteban
- Piero Lulli : Manuel
- Franca Parisi : Donna Maria de la Rey Sandoval
- Walter Brandi : Ramon, pirate
- Elvy Lissiak : Lolita
- Vincenzo Musolino : Rodriguez, pirate
- Graziella Granata : Flora
- Amedeo Trilli : Pablo
- Mara Garden :
- Franco Santi : Pedrito
- Nerio Bernardi :
- Nino Marchesini : Vice-roi de Santa Cruz
- Carlo Lombardi : Capitaine Pinto
- Susan Terry :
- Carla Foscari : Corinna
- Luigi Batzella : Pirate
- Riccardo De Santis :
- Robert Hundar : Don Pedro de Alicante

## Production
Yvonne Monlaur a déclaré que le film a connu des difficultés de production qui ont entraîné un arrêt du tournage pendant un mois, ce qui a fait que de nombreuses scènes prévues n'ont pas été tournées.